# 가설 단백질
가설 단백질(假說蛋白質, 영어: hypothetical protein)은 생체 내에서의 발현 여부가 실험적으로 밝혀지지 않은 단백질이다. 유전자 서열 분석을 통해 찾을 때 단백질이 데이터베이스에 존재하지 않을 경우, "가설 단백질"이라는 결과가 나온다. 기능 또한 밝혀지지 않은 경우이며, 비슷한 잔기를 검색하여 기능을 예측할 수 있다.

## 같이 보기
- 단백질